# جوزيف عازار
جوزيف عازار (وُلد عام 1942 في جزين، لبنان) هو مطرب ومغني لبناني اشتهر بأغنياته ومشاركاته العديدة في المسرح الغنائي اللبناني.
تعلم في المعهد الوطني للموسيقى في بيروت وشارك ابتداء من عام 1961 مع الأخوين رحباني في عدة أعمال مثل "البعلبكية"، جسر القمر" و"بياع الخواتم" ومع روميو لحود ووليد غلمية في "الشلال" ومن ثم في سلسلة المسرحيات "موال" و"ميجانا" و"عتابا" مع صباح، ومن ثم في "القلعة" مع صباح. من أشهر أغانيه بكتب اسمك يا بلادي التي أصبحت من أهم الأغاني الوطنية في بلاد الشام والوطن العربي عامة وهو عضو مغني في نقابة الفنانين المحترفين في لبنان.
غنى بانفراد وفي مسرحيات لفيروز وصباح. شارك في مهرجانات لبنانية دولية ومن أهمها مهرجانات بعلبك الدولية ومهرجانات بيبلوس الدولية، ومع فرق شهيرة للرقص مثل فرقة الأنوار وفرقة كركلا. شارك في «فينيقيا 80» ومن ثم ظهر على خشبة المسرح مع الفنان الفكاهي السوري دريد لحام في «يا ليل».
ابنه كارلوس عازار هو مغني وممثل ومقدم برامج ناجح.

## روابط خارجية
- جوزيف عازار على موقع قاعدة بيانات الأفلام العربية
- جوزيف عازار على موقع ديسكوغز (الإنجليزية)